# İstanbul Ulaşım

Logo der Metro Istanbul

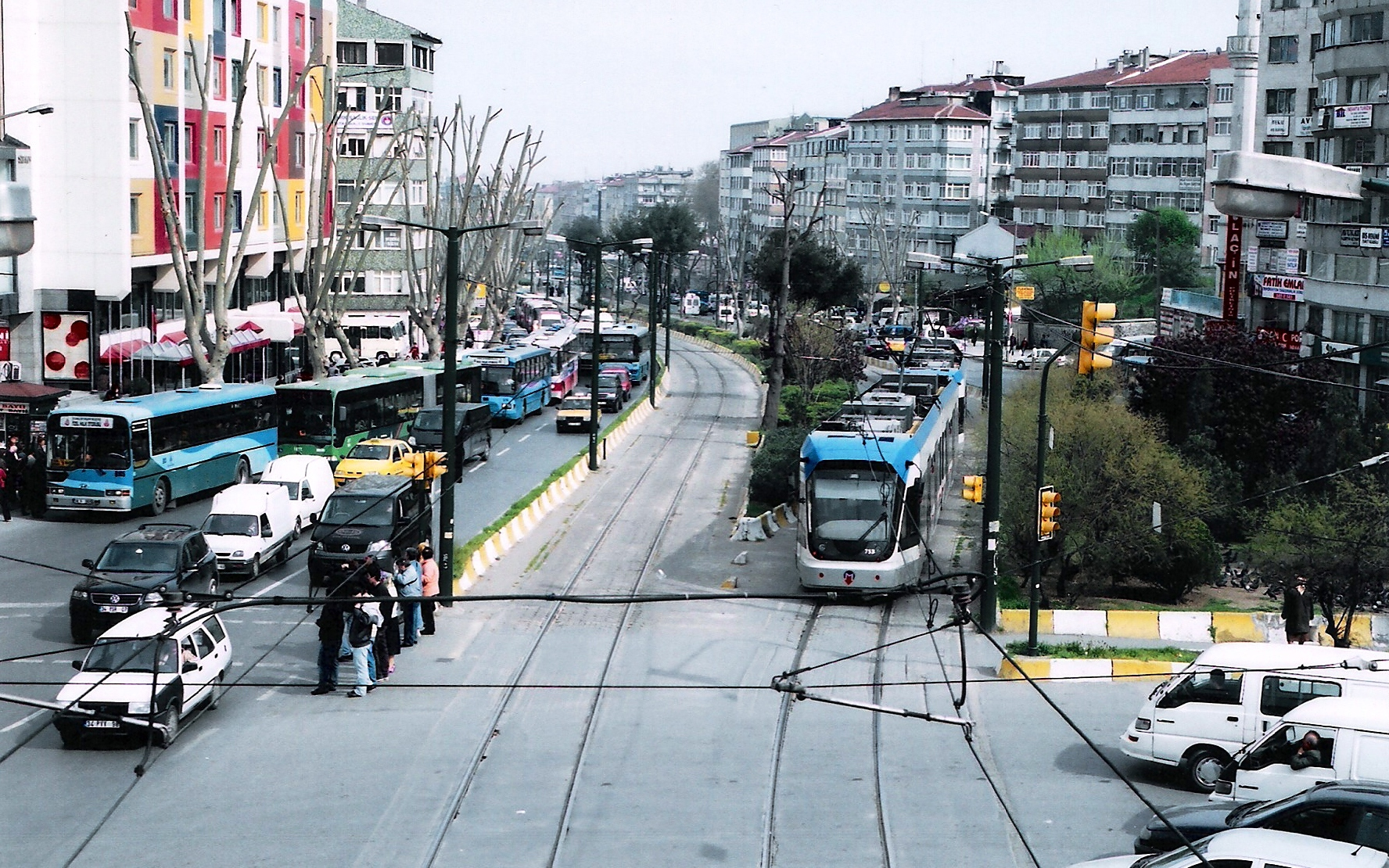
Öffentlicher Verkehr in Istanbul

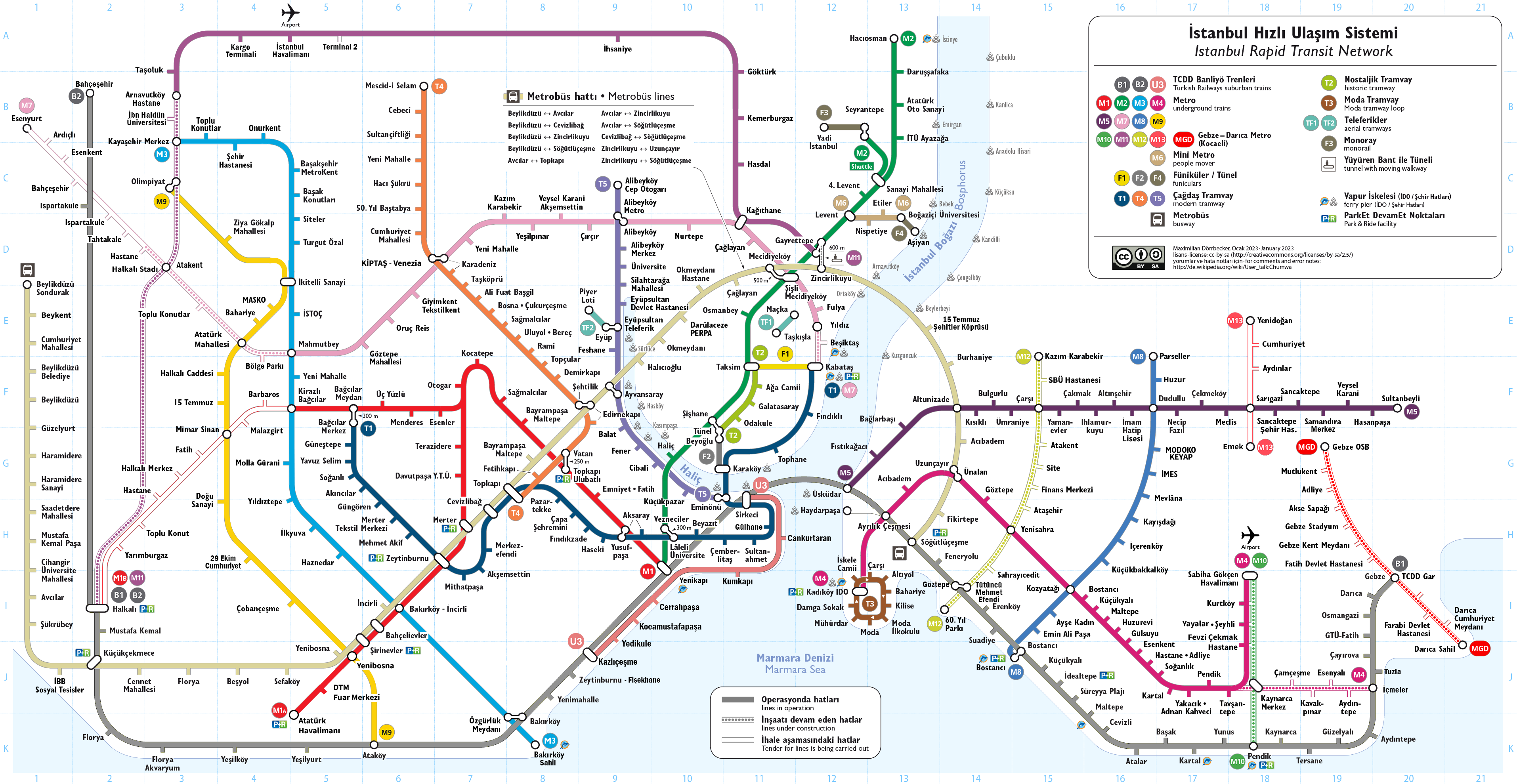
Liniennetz Istanbul

Die İstanbul Ulaşım Sanayi ve Ticaret A.Ş., kurz Metro İstanbul, ist neben der İETT und der İstanbul Otobüs AŞ eines der Verkehrsunternehmen der türkischen Millionenstadt İstanbul. Es befindet sich in öffentlicher Hand.
Bei der 1988 im Zuge des Baus der ersten modernen U-Bahn-Linie M1, die damals noch als Hafif Metro (HM) bezeichnet wurde, gegründeten Gesellschaft arbeiten rund 900 Beschäftigte mit steigender Tendenz.
Istanbul Ulasim betreibt mehrere schienengebundene Nahverkehrssysteme in der Millionenmetropole, darunter die Linien der Metro Istanbul, die Stadtbahnlinie oder Hafif Metro, die Straßenbahnlinien, zwei Seilbahnen und die unterirdische Standseilbahn Füniküler. Die erste Istanbuler unterirdische Bahn auf dem Europäischen Kontinent, die Tünelbahn, wird dagegen wie auch die Straßenbahnlinie T2 von İETT unterhalten. Auch die S-Bahn Istanbul, genannt Marmaray, ist in den gemeinsam Tarifverbund Istanbul von Istanbul Ulasim und İETT integriert, obwohl sie von der Staatsbahn TCDD betrieben wird.

## Allgemeines
İstanbul Ulaşım ist wie die anderen öffentlichen Verkehrsunternehmen an die Stadtverwaltung gebunden. Mit ihren Verkehrsangeboten erreicht sie mit 76 Prozent eine hohe Kundenzufriedenheit. Im Jahr 2005 wurde die UITP-Nachhaltigkeitscharta unterzeichnet. Ziel und Zweck der Gesellschaft ist es v. a., den schienengebundenen Nahverkehr in Istanbul weiter auszubauen, um die hinsichtlich Luftverschmutzung, Lärm und Staus be- und entstehenden massiven Probleme der Millionenmetropole abzumildern. Hierzu müsste das Schnellbahnnetz auf eine Strecke von 505 Kilometern erweitert werden. Istanbul Ulasim arbeitet daran, dieses Ziel unter der Regie der Regierung und der Stadtverwaltung bis zum Jahr 2023, dem 100. Gründungsjubiläum der Republik zu verwirklichen.
Hierzu wird auch die Metro nach und nach ausgebaut. Denn noch Anfang der 1990er Jahre war das schienengebundene ÖPNV-Netz für die Stadt mit damals schon fast sieben Millionen Einwohnern sehr bescheiden. Istanbuls Stadtverwaltung hatte bis in die 1980er Jahre ganz auf den als Zeichen von Modernität geltenden Individualverkehr gesetzt und versucht, die Stadt autofreundlich auszubauen. Im Zuge dessen wurde das bis 1961 (europäische Seite) bzw. 1966 (asiatische Seite) betriebene Straßenbahnnetz eingestellt, das einst aus 19 Linien bestanden hatte. Lediglich das Stadtbussystem und das Netz städtischer Fähren blieb neben den Minibuslinien bestehen. 1966 verkehrte in Istanbul als einziges Schnellbahnsystem nur noch das S-Bahn-Netz mit seinen beiden im Süden der Stadt am Meeresufer entlang verlaufenden und durch den Bosporus getrennten Vorortlinien.

## Wiederaufbau eines Schienennetzes

Bestand und Erweiterung des Schienennetzes

Beim Bau der ersten U-Bahn-Strecke 1989 hatte Istanbul bereits über 6,5 Millionen Einwohner. Zehn Jahre später waren es 8 Millionen, dann im Jahr 2000 – mit der Eröffnung der zweiten U-Bahn-Linie – bereits fast 14 Millionen.
Aufgrund von archäologischen Funden, die erst geborgen werden mussten, und ungeklärten und nicht deutlich abgegrenzten Zuständigkeiten in der Verwaltung schritt der U- und S-Bahn-Bau aber langsamer voran als gewünscht.
Mit der Zusammenführung der Metrolinien M1 und M2 mit der S-Bahn Marmaray am Knotenpunkt in Yenikapı ist am 29. Oktober 2014 erstmals ein größeres geschlossenes Schnellbahnnetz in Istanbul entstanden.

## Linien von Istanbul Ulasim

### Metro
| Linien von Istanbul Ulasim                                       | Linien von Istanbul Ulasim |
| ---------------------------------------------------------------- | -------------------------- |
| U-Bahn-Linien: M1A \| M1B \| M2 \| M3 \| M4 \| M5 \| M6 \| M7 \| |                            |
| Straßenbahnlinien: T1 \| T3 \| T4 (Hafif Metro) \| T5            |                            |
| Standseilbahnen: F1 \| Tünelbahn                                 |                            |

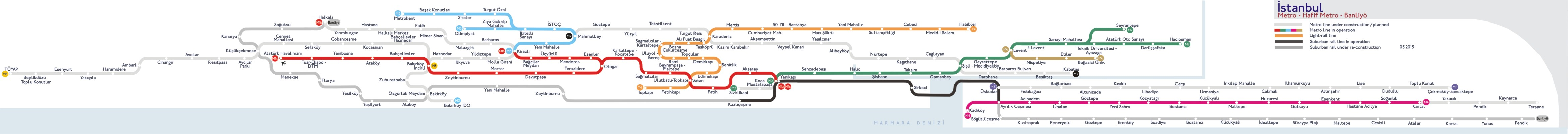
Schnellbahnsystem (U- und Stadtbahn) von Istanbul Ulasim (einschließlich der von der TCDD betriebenen S-Bahn in grau)

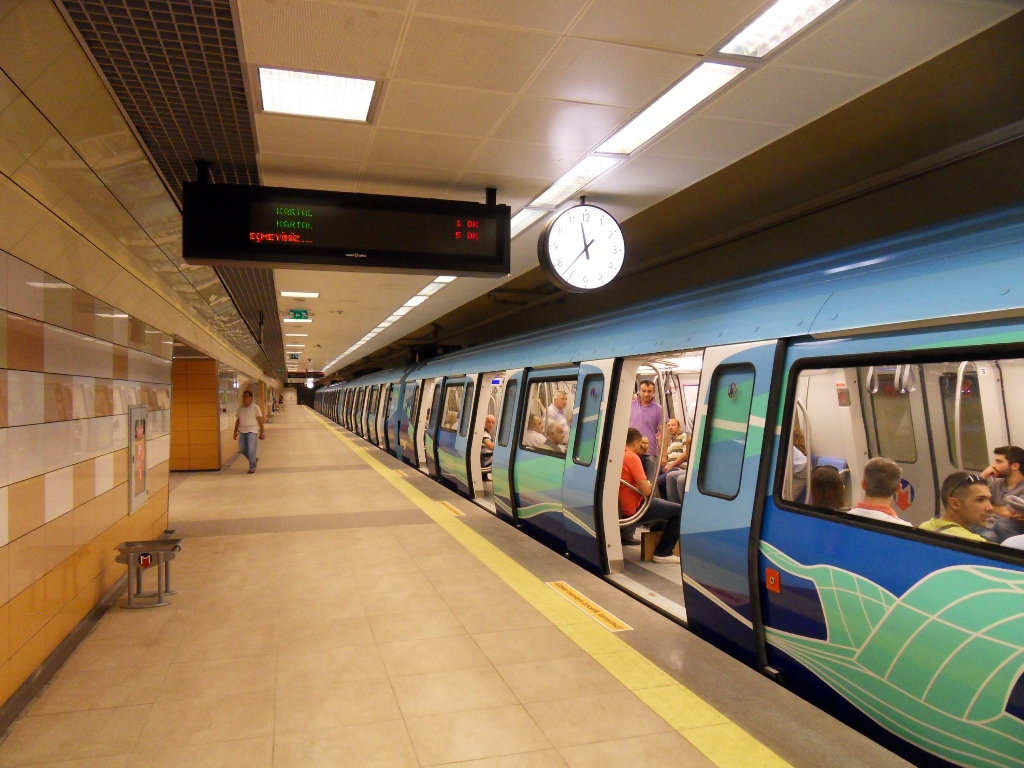
Zug der Linie M4

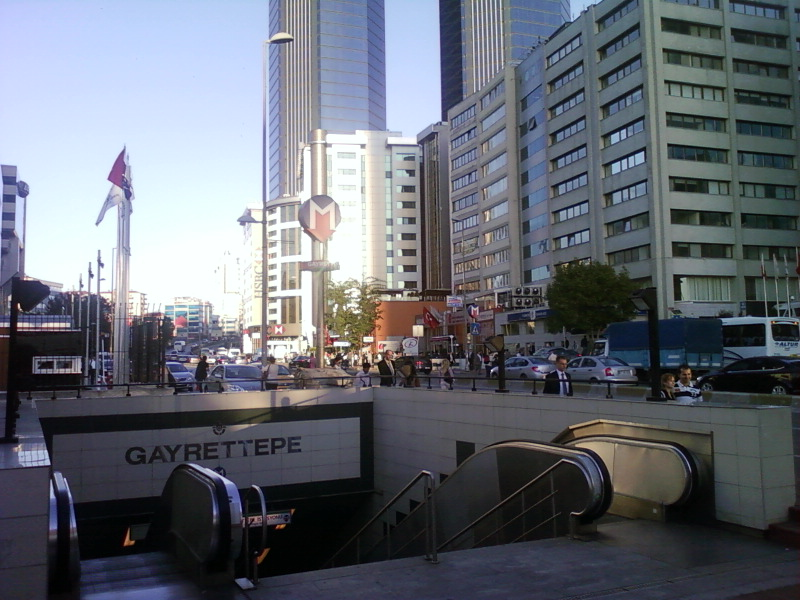
Eingang in die Metrostation Gayrettepe

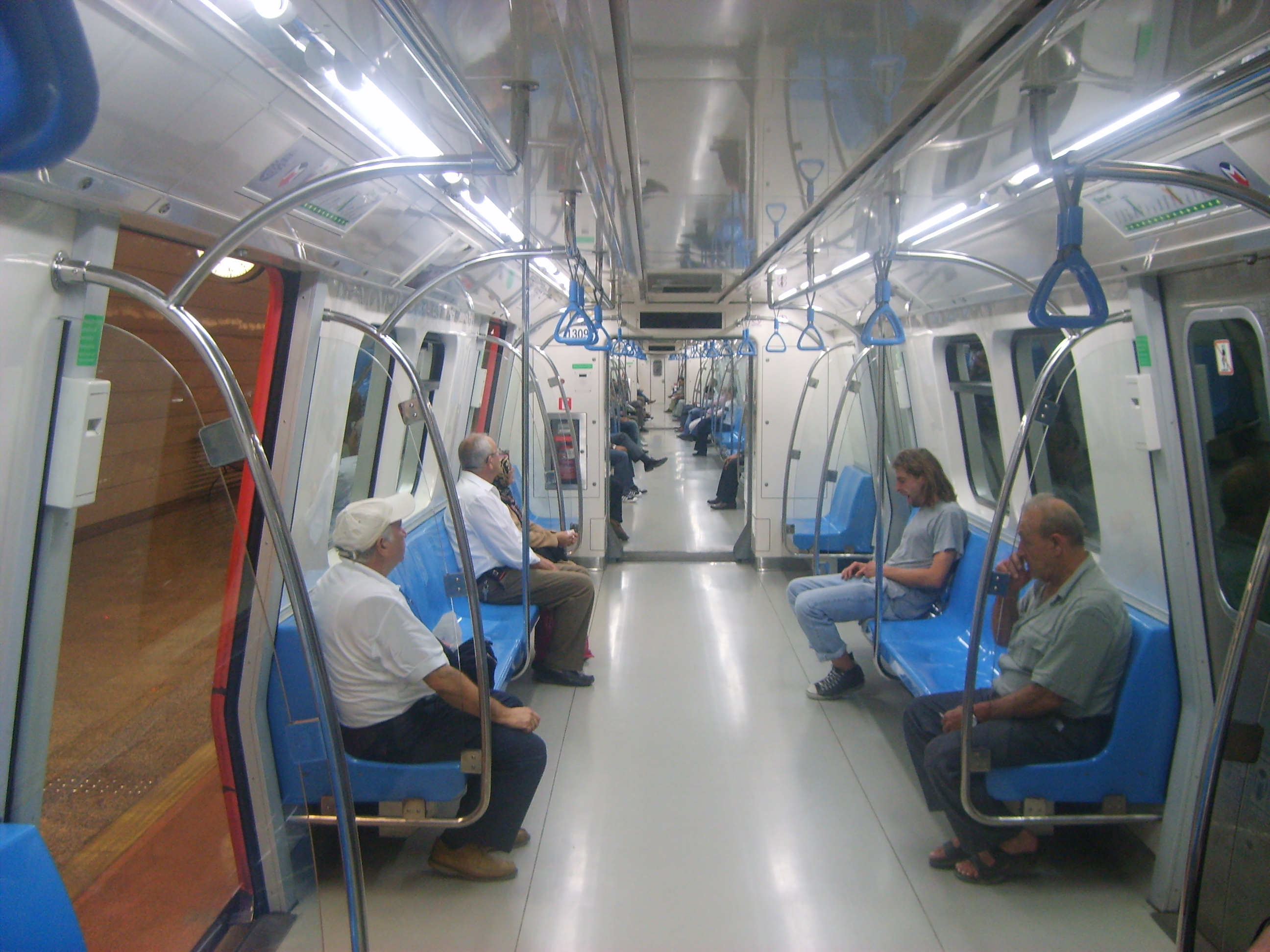
Innenansicht eines modernen Wagens der Metro

Istanbul Ulaşım betreibt die sieben U-Bahn-Linien M1A, M1B, M2, M3, M6 und M7 auf der europäischen Seite der Stadt, sowie die M4 und M5 auf der asiatischen Seite. Daneben sind vier weitere Linien in Bau: Dabei handelt es sich um die Linien M8 und M12 auf der asiatischen Seite, die jeweils vom Norden nach Süden verlaufen, sowie die Linien M9 und M11 auf der europäischen Seite der Stadt die ebenfalls in Nord-Süd-Richtung verlaufen; letztere Linie wird den Flughafen Istanbul mit der Innenstadt verbinden. Die Linie M10 ist in Planung.

Liniensymbol der M1A
Liniensymbol der M1B
Liniensymbol der M2
Liniensymbol der M3
Liniensymbol der M4
Liniensymbol der M5
Liniensymbol der M6
Liniensymbol der M7
Liniensymbol der M8
Liniensymbol der M9
Liniensymbol der M11

### Metro-Linien in Bau

Liniensymbol der M12

### Metro-Linien in Planung

Liniensymbol der M10

### Stadtbahn bzw. 'Hafif Metro'

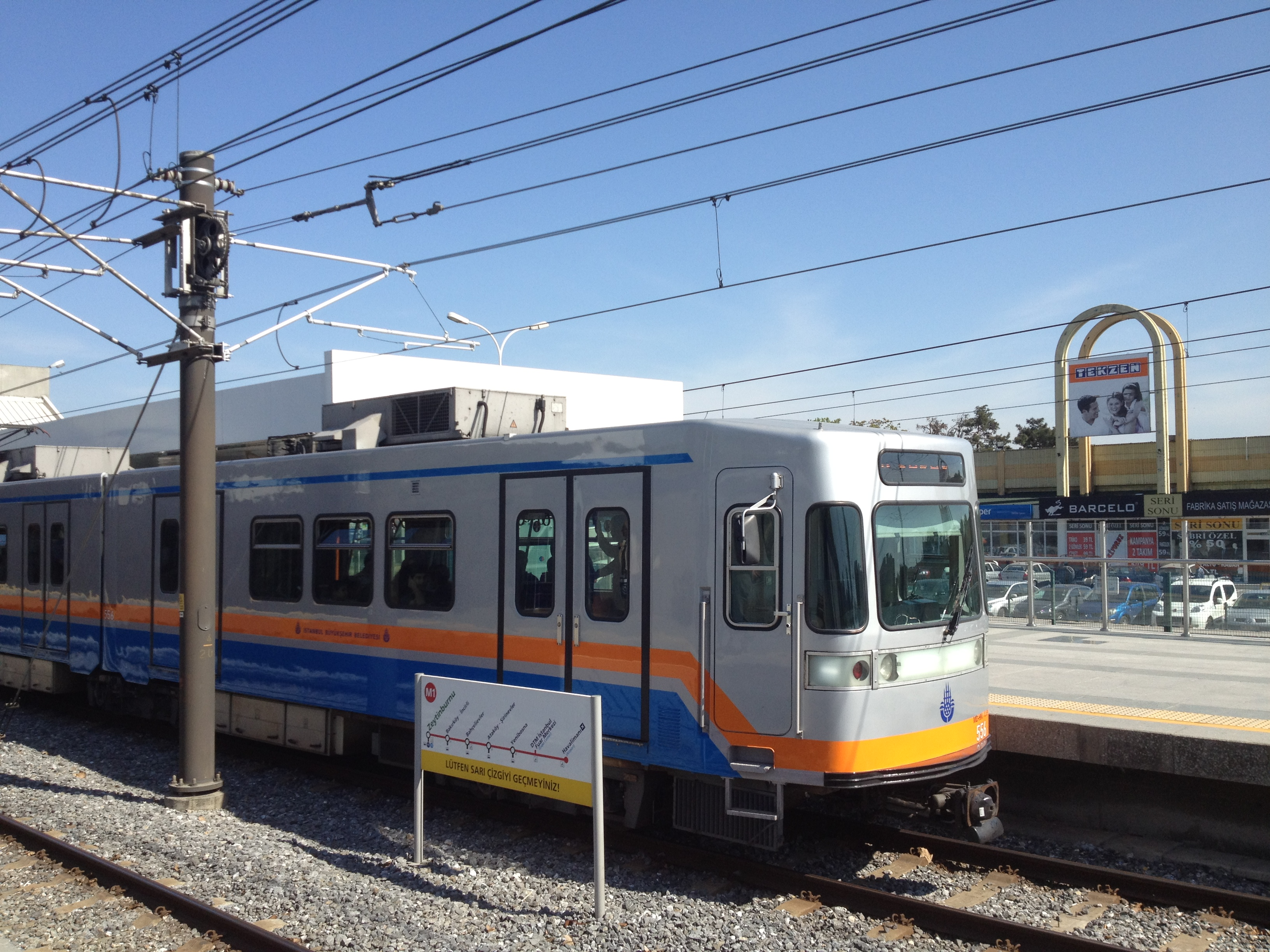
Hafif-Metro-Zug

Die Hafif Metro Istanbul ist eine Stadtbahn im Westen Istanbuls. Auf Türkisch heißt Stadtbahn Hafif Metro, also wörtlich übersetzt Leicht-U-Bahn. Das System bestand aus den Linien M1 und T4. Die heutige U-Bahn-Linie M1 wurde lange Zeit zur Hafif Metro gezählt, da auf ihr die gleichen Stadtbahnwagen zum Einsatz kommen, wie auf der T4. Außerdem besteht auch bei der M1 die Stromzuführung mit Oberleitung. Da sie kreuzungsfrei und unabhängig vom Straßenverkehr verläuft, heißt sie seit einigen Jahren nicht mehr HM, sondern M1 und zählt zum U-Bahn-System Istanbuls.
Die T4 wird dagegen auch in ihrer Liniennummer mit dem T für Tramvay bezeichnet, weil sie eine Stadtbahn ist. Sieben Stationen der Linie sind U-Bahnhöfe, die anderen 15 sind Straßenbahnhaltestellen. Zwar fährt die T4 fast ausschließlich auf einem gesonderten Gleiskörper. Dennoch können Fußgänger die Strecke queren und es gibt Kreuzungen mit dem Straßenverkehr und Ampeln. An der Haltestelle Topkapı besteht ein Übergang zur T1 und zum von der İETT betriebenen Metrobüs-System.

Liniensymbol der T4

### Straßenbahn bzw. 'Tramvay'
Es gibt vier Straßenbahnsysteme bzw. -linien, von denen zwei als moderne Straßenbahnen mit Niederflurwagen betrieben werden und zwei als Nostalgiestraßenbahnen. Darüber hinaus ist die Stadtbahn T4 in das Liniennummernsystem der Straßenbahn integriert. İstanbul Ulaşım bezeichnet außerdem die von TCDD betriebene Banliyö-Trenleri-Linie U3 als Straßenbahnlinie T6.

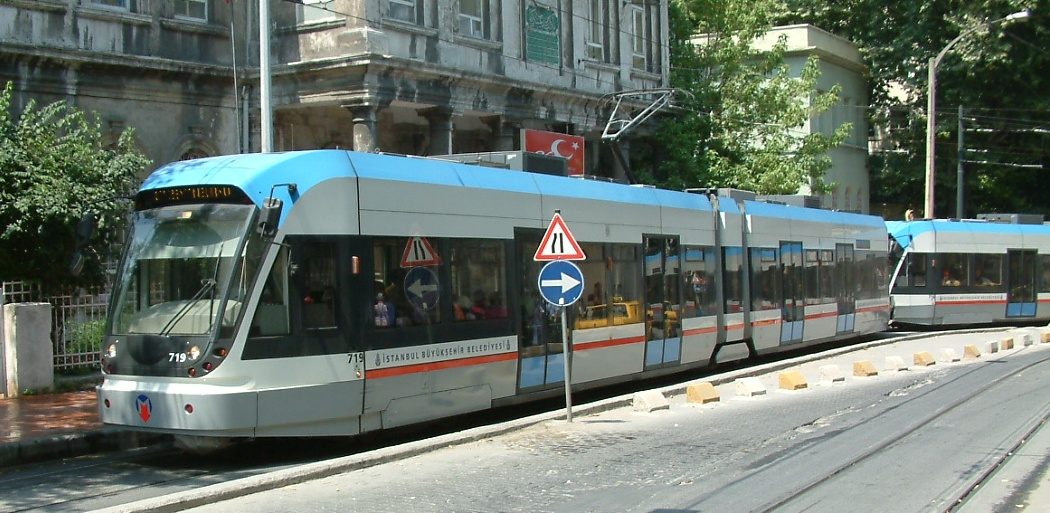
Straßenbahnwagen der Linie T1

#### Die modernen Straßenbahnlinien T1 und T5
T1: Die Straßenbahnlinie T1 führt quer durch das historische Istanbul (Streckenlänge knapp 20 Kilometer). Sie ist daher nicht nur eine wichtige Pendlerverbindung für die westlichen Vororte in die Altstadt und mit Umstiegen ins moderne Zentrum (Beyoğlu, Taksim). Vielmehr ist sie besonders aus touristischer Hinsicht interessant, da mehrere bekannte Sehenswürdigkeiten (Hagia Sophia, Blaue Moschee, Großer Basar, Yerebatan-Zisterne, Topkapı-Palast) an der T1 liegen. Die Eröffnung fand am 13. Juni 1992 auf dem Abschnitt Beyazıt – Yusufpaşa statt. In mehreren Abschnitten wurde die Strecke bis in den Stadtteil Zeytinburnu verlängert (31. Januar 1994). Die Verlängerung vom Bahnhof Sirkeci nach Eminönü (20. April 1996) und dann weiter nach Kabataş brachte auch den Anschluss über die neue Galatabrücke an die Stadtteile nördlich des Goldenen Horns. Seit dem 4. Februar 2011 führt die Linie T1 von Zeytinburnu weiter nach Bağcılar; dadurch wurde die ehemalige Linie T2 von Zeytinburnu nach Bağcılar integriert.
T5: Der erste Abschnitt der Straßenbahnlinie T5 Eminönü-Alibeyköy wurde am 1. Januar 2021 (Passagierbetrieb erfolgte am 4. Januar 2021) zwischen Cibali und dem nördlichen Endbahnhof Alibeyköy in Betrieb genommen. Der derzeit in Betrieb befindliche Teil besteht aus 12 Stationen auf einer 8,8 Kilometer langen Strecke, die dem Ufer des Goldenen Horns in den Distrikten Fatih und Eyüp folgt.
Der Bau der Linie T5 begann im Jahr 2016 und verzögerte sich aufgrund von Bodenproblemen. Es ist die erste Straßenbahnlinie in der Türkei, bei der die Stromzufuhr nicht über eine Oberleitung, sondern durch eine in den Fahrweg eingelassene Stromschiene erfolgt. Dies dient vor allem dazu das Stadtbild nicht zu stören und den ungehinderten Blick über das Goldene Horn zu gewährleisten.
Die Fahrzeuge sind 30 Wagen des Typs Panorama des Herstellers Durmazlar aus Bursa. Mit einer Kapazität von bis zu 12.000 Passagieren pro Stunde ermöglicht die T5 den Umstieg zur Seilbahn TF2 Eyüpsultan-Piyer Loti an der Station Eyüp Teleferik, zur U-Bahn-Linie M7 Mecidiyeköy-Mahmutbey am Halt Alibeyköy Metro, zum Metrobus in Ayvansaray (längerer Fußmarsch erforderlich) sowie zu verschiedenen Fähren entlang des Goldenen Horns.

Der verbleibende Streckenabschnitt zwischen Eminönü und Cibali, der bis zum Abschluss der Arbeiten von IETT-Bussen bedient wird, wird einen Umstieg zur U-Bahn-Linie M2 Yenikapı-Hacıosman an der Station Küçükpazar und zur T1 Kabataş-Bağcılar Straßenbahnlinie in Eminönü ermöglichen. Diese 1,3 Kilometer lange Erweiterung umfasst 2 weitere Stationen und erfordert den Umbau eines Autobahnkreuzes um die unterirdische Querung der T5 zu ermöglichen.

Liniensymbol der T1
Liniensymbol der T5

#### Die Nostalgiestraßenbahnlinien T3 und T2 (vormals T5)

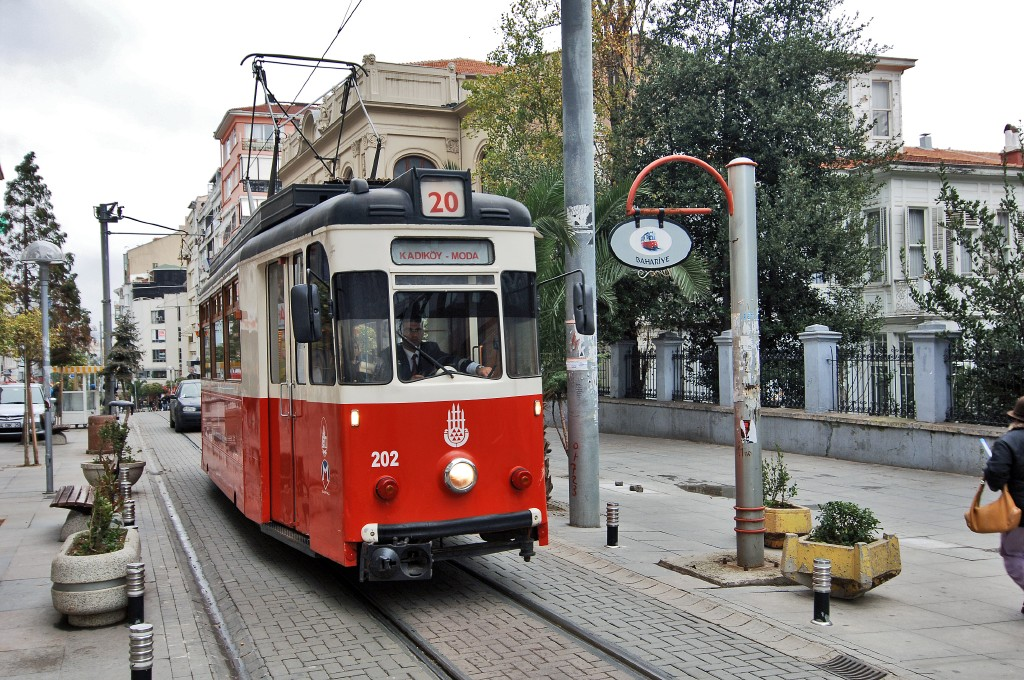
Triebwagen 202 ist ein Gotha T57, ex Tw 102 aus Jena

Die Straßenbahnlinie T3 ist eine Museumsstraßenbahn zwischen Kadıköy und Moda im asiatischen Teil der Stadt. Sie wurde am 1. November 2003 eröffnet. Es handelt sich um eine nur in einer Richtung betriebene, 2,6 Kilometer lange Ringstrecke, die einen eindrucksvollen Parcours durch den hügeligen und mit engen Straßen durchzogenen Stadtteil verfolgt. Die Strecke wird mit verschiedenen, ursprünglich aus der DDR stammenden Gotha- (T57, T59) und Rekowagen (TZ 70) bedient, die fast durchweg von der Jenaer Nahverkehrsgesellschaft übernommen wurden. Auf den Fahrzeugen ist die Linienbezeichnung 20 zu lesen (die jedoch nicht als offizielle Linienbezeichnung gilt).
Die Museumsstraßenbahn T2 (vormals T5) in Beyoglu (türkisch Nostaljik Tramvay) wird von der IETT betrieben. Sie verbindet den Taksim-Platz mit dem Tünel und ihre Route führt über die berühmte zentrale Einkaufsstraße İstiklal Caddesi.

Liniensymbol der T3
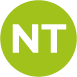
Liniensymbol der Nostalgiestraßenbahn T5 (seit 2015: T2)

## Standseilbahn

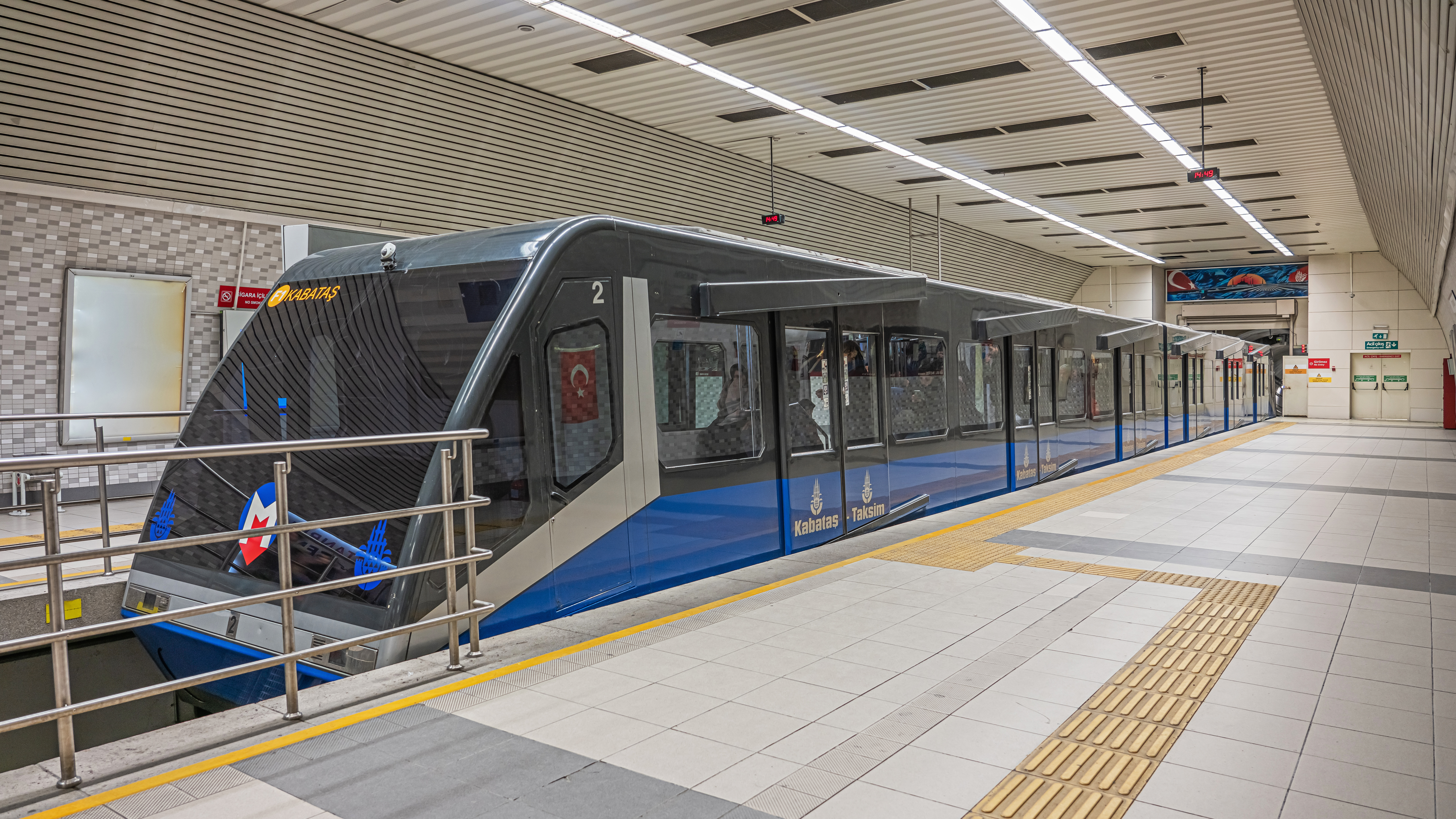
Füniküler Kabataş–Taksim

Die Standseilbahnlinie F1 führt vom am Bosporus gelegenen Kabataş zum Taksim-Platz hinauf. Diese vollständig im Tunnel verlaufende Standseilbahn wurde am 30. Juni 2006 eröffnet und verbindet die etwa einen halben Kilometer voneinander entfernten Endpunkte in 110 Sekunden. Bevor in Yenikapı ein direktes Umsteigen von der M1 auf die M2 möglich wurde, stellte die F1 eine wichtige Verbindung zwischen den Istanbuler Schienensystemen auch für Passagiere der M1 und T4 aus den westlichen und nordwestlichen Stadtteilen dar. Früher stiegen diese nämlich, um ins moderne Zentrum (Beyoğlu/Taksim) zu gelangen, in Aksaray auf die T1 in Fahrtrichtung Kabataş um. Die F1 verbindet die Endstation der T1 in Kabataş mit der Station Taksim, an der die Linien M2 und T2 (vormals T5) abfahren.
Die Standseilbahn F3 (Vadistanbul Havaray) verbindet Seyrantepe mit Vadistanbul und verläuft im Gegensatz zur F1, zum Tünel (F2) und zur F4 oberirdisch.

Liniensymbol der Standseilbahn F1
Liniensymbol der Standseilbahn F3

## Seilbahnen
Daneben befindet sich noch eine Seilbahn zwischen dem Maçka Parkı und dem Harbiye Parkı, sowie eine, die zwischen Eyüp und Piyer Loti/Pierre Loti verkehrt.

## Tarifsystem und Fahrpreise

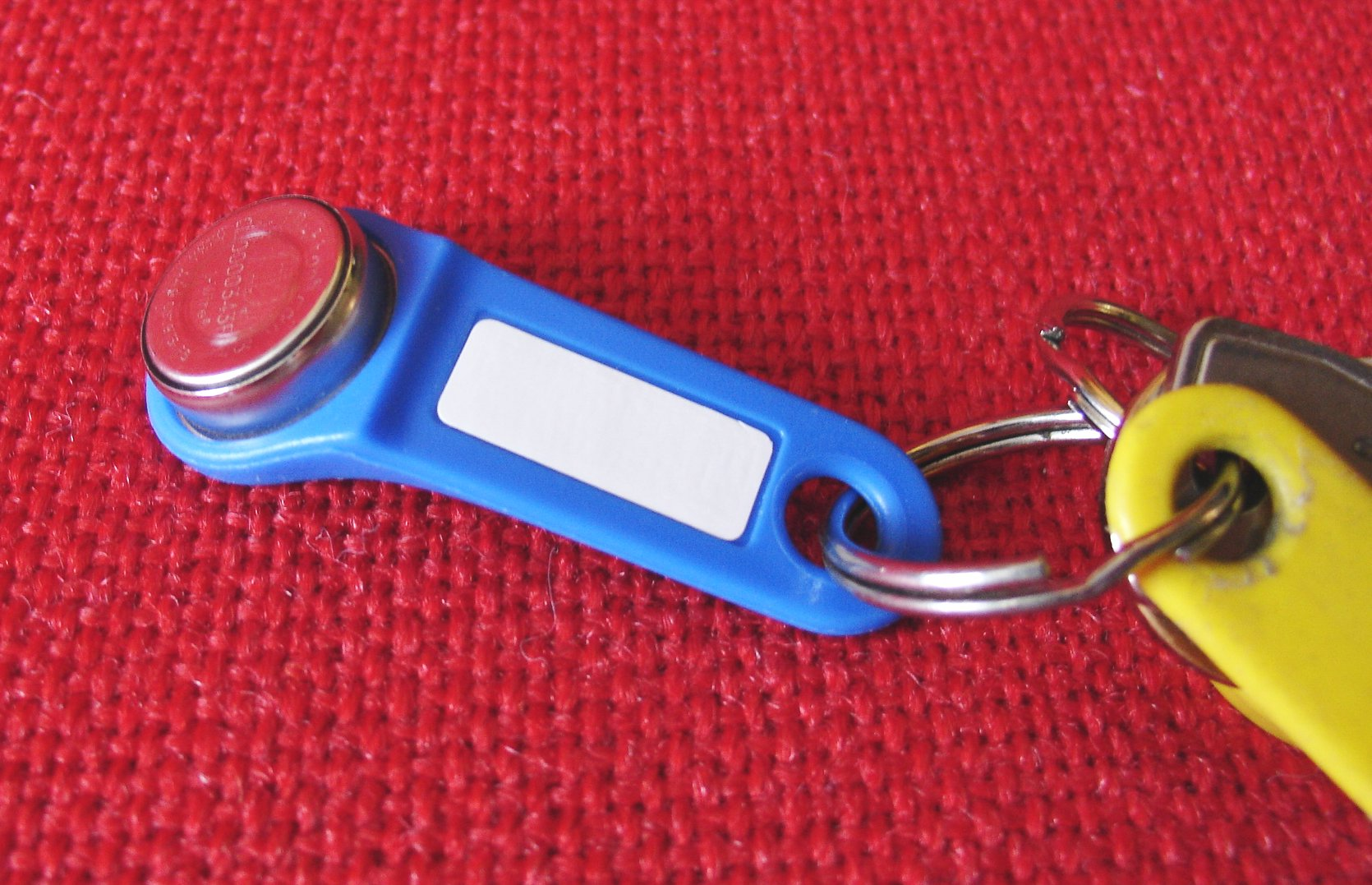
Akbil-Pass, Elektronischer Chip in spezieller blauer Haltevorrichtung

Für die Verkehrsmittel der drei städtischen Verkehrsbetrieb Istanbuls, also Ulasim, İETT und İstanbul Otobüs AŞ gilt das gleiche Tarifsystem. Man kann mit speziellen Straßenbahnmünzen, dem Akbil-Pass oder der Istanbulkart bezahlen. Letztere Systeme funktionieren mit elektronischer Abbuchung von zuvor aufgeladenen Speichermedien.
Für jede Fahrt sind Straßenbahnmünzen zu lösen, die an den Sperren in den Einwurfschlitz gegeben werden, so dass die Schranken bzw. Drehkreuze für die zahlende Person freigegeben werden. 

### Elektronische Pre-Paid-Systeme
Beim Akbil-Pass – das Wort ist ein Akronym aus „akıllı“ (türkisch schlau) und „bilet“ (türkisch Fahrschein) – handelt es sich um ein Discount-Zahlungssystem.
2014 wurden nach einigen Jahren Parallelbetrieb der Akbil-Pass durch die Istanbulkart ersetzt. Neben einer regulären Version der Karte gibt es drei Rabattkarten-Arten. Der Fahrpreis wird beim Durchlaufen der Sperrenanlagen oder in den Bussen durch kontaktlose Lesegeräte elektronisch abgebucht. Eine Zahlung mit der Karte an einem Lesegerät gestattet Passagieren innerhalb von zwei Stunden ein fünfmaliges Umsteigen zwischen den Linien sämtlicher Verkehrsmittel des Tarifverbundes. Die Karte löst den Bargeldverkehr in allen Verkehrsmitteln (Stadtbus, Straßenbahn, Metro, Stadtbahn, Seilbahnen, S-Bahnen und Fähren) ersatzlos ab. Nach der Entrichtung einer Gebühr von 50 TL für die Karte an sich, können maximal 500 TL aufgeladen werden. Die Karten sind in den meisten Stationen an Automaten erhältlich. An diesen kann zudem die Karte mit neuem Geld – zumeist nur mit Bargeld – aufgeladen werden.

### Rabatte
Für bestimmte Personengruppen wie z. B. Rentner, Staatsbedienstete und Schüler gibt es ermäßigte Tarife.